# Фрескароло (Парма)
Фрескароло је насеље у Италији у округу Парма, региону Емилија-Ромања.
Према процени из 2011. у насељу је живело 210 становника. Насеље се налази на надморској висини од 38 м.